# Rhadamanthus
Rhadamanthus é um género botânico pertencente à família Asparagaceae